# Brunswijk-Celle
De naam Brunswijk-Celle wordt gebruikt als aanduiding van Hertogdom Brunswijk-Lüneburg.
Tijdens de Lüneburger successieoorlog werd in 1371 de burcht te Lüneburg verwoest. De hertogen verplaatsten daarom in 1378 hun residentie naar Celle. 